# Golfe de Saint-Georges
Der Golfe de Saint-Georges oder auch Sankt-Georgs-Bucht (arabisch خليج السان جورج Chalidsch as-San Dschurdsch) ist eine Bucht des Mittelmeers nördlich und östlich der libanesischen Hauptstadt Beirut. Die Seepromenade der Stadt, die Corniche Beirut, beginnt hier an der Bucht, beziehungsweise am Platz des Attentats auf Rafiq al-Hariri. Der Hafen von Beirut befindet sich auf der östlichen Seite der Stadt in der Bucht. 

## Lage
Der Golfe de Saint-Georges befindet sich im östlichen Teil des Mittelmeers und ist Teil des Levantischen Meeres. Er beginnt auf der westlichen Seite etwa beim berühmten, gleichnamigen Saint George Hotel, das direkt an der neuen Marina der Zaitunay Bay liegt. Durch die Stadterweiterung östlich der Marina entsteht auf diesem ehemaligen Teil der Bucht ein neues Stadtviertel von Beirut. Der Hafen von Beirut mit seinen vier Hafenbuchten hinter einer Schutzmauer schließt an dieses Gebiet an.

## Zuflüsse
Der Fluss Nahr Beyrouth, der an den westlichen Händen der Gebirgskette des Libanon, genauer des Mont Sannine, in etwa 1900 Metern Höhe seine Quelleregionen hat, mündet im Hafen von Beirut in die Bucht. Im Stadtgebiet verläuft der Fluss in einem Betonbett. Wie die meisten Flüsse im Libanon trocknet auch der Nahr Beyrouth im Sommer aus. Bei starken Regenfällen kann es zu Überschwemmungen im Stadtgebiet kommen.

## Legende

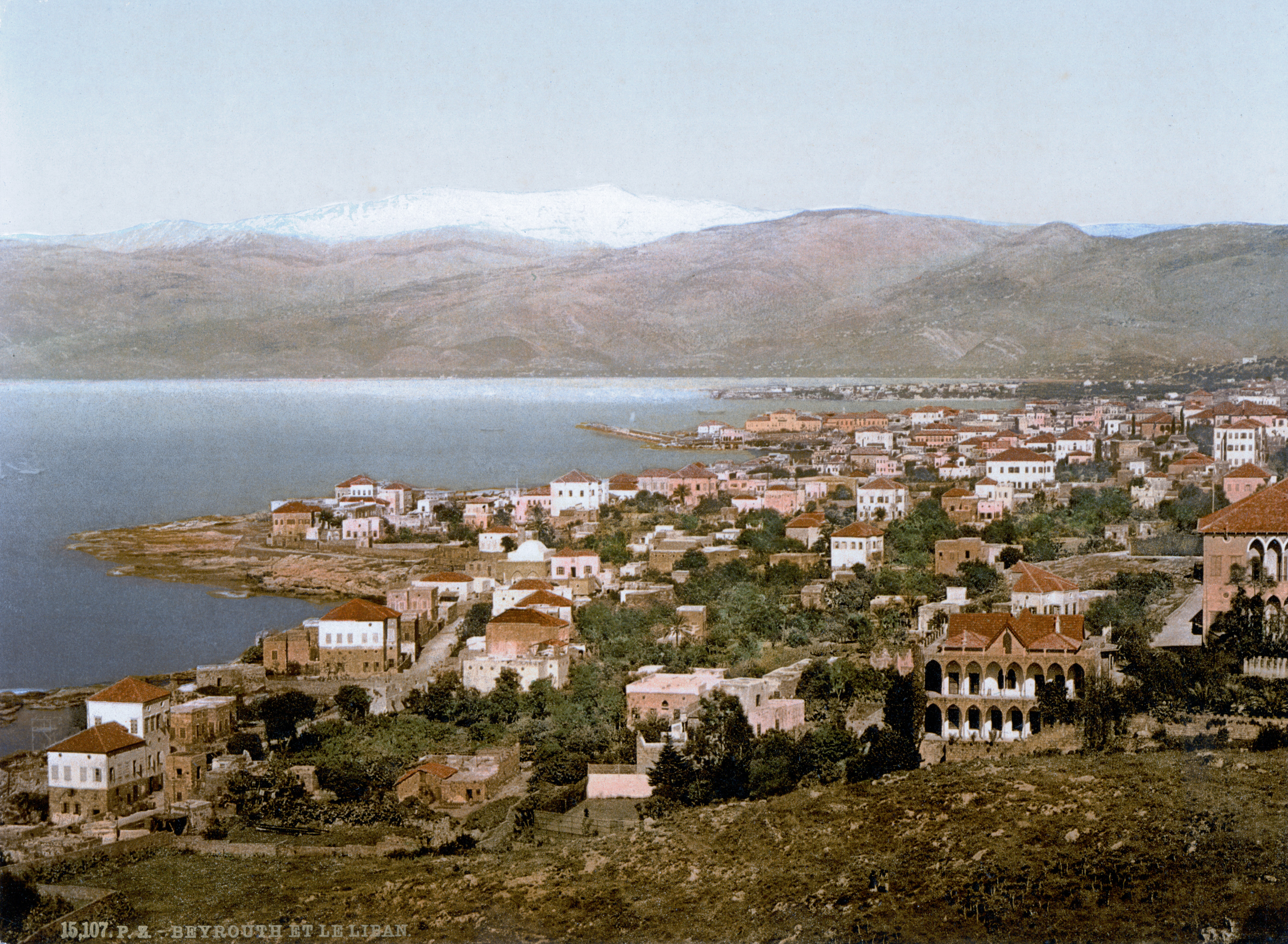
Sankt-Georgs-Bucht um 1880

Der Legende nach soll der heilige Georg hier den Drachen getötet haben, der bereits alle Tiere des Landes verschlungen hatte und von den  Menschen einen täglichen Tribut (zwei Menschen) forderte. Georg traf an dem Tag ein, an dem die Tochter des Königs dieses Schicksal erleiden sollte. Nach einem heftigen Kampf tötete Georg den Drachen und rettete so die Prinzessin. Die Bucht hat nach diesem Ereignis ihren Namen bekommen.

## Veranstaltungen
Die Bucht war im Jahr 1971 Austragungsort der Segelweltmeisterschaften in der Fireball-Klasse. Weiterhin war sie seit 1955 bis zum Beginn des Libanesischen Bürgerkriegs jährlich der Schauplatz einer internationalen Wasserski-Meisterschaft.